# Dušan Lojda
Dušan Lojda (Ivancice, 8 de maio de 1988) é um tenista profissional tcheco, campeão do US Open juvenil , em 2006, seu melhor ranking de 178°.